# Raciocínio revogável
Raciocínio revogável (da expressão da língua inglesa defeasible reasoning, também traduzida como raciocínio cancelável e raciocínio anulável) é um tipo de raciocínio que é baseado em razões que são revogáveis, em oposição às razões irrevogáveis da lógica dedutiva. O raciocínio revogável é um tipo de raciocínio não-demonstrativo, onde o raciocínio não produz uma demonstração total, completa ou final de uma alegação, isto é, onde a falibilidade e a corrigibilidade de uma conclusão são reconhecidas. Outros tipos de raciocínios não-demonstrativos são o raciocínio probabilístico, o raciocínio indutivo, o raciocínio estatístico, o raciocínio abdutivo e o raciocínio paraconsistente. O raciocínio revogável também é um tipo de raciocínio ampliativo, pois suas conclusões vão além do puro significado das premissas.